# Syrjäsaari (ö i Norra Savolax)
Syrjäsaari är en ö i Finland. Den ligger i sjön Juurusvesi och Akonvesi och i kommunen Kuopio i den ekonomiska regionen  Kuopio ekonomiska region  och landskapet Norra Savolax, i den centrala delen av landet, 300 km nordost om huvudstaden Helsingfors. Öns area är 42,9 hektar och dess största längd är 1 kilometer i nord-sydlig riktning.